# NSB Di 6
Тепловоз NSB Di 6 — тепловоз, выпускавшийся в 1995—1996 гг. по заказу Norges Statsbaner заводом Maschinenbau Kiel в городе Киль. Завод принадлежал концерну Siemens.
Тепловоз используется на линии Nordland Line, соединяющей Тронхейм и Будё.
Эти тепловозы должны были заменить в эксплуатации NSB Di 4 и NSB Di 5, но NSB Di 6 зарекомендовал себя плохо, у тепловоза низкая надёжность.
В конце 1980-х годов Norwegian State Railways стали искать замену тепловозам NSB Di 3. В течение 1990 года тепловоз DB 240 находился на эксплуатационных испытаниях в Норвегии. В 1992 году был подписан контракт на поставку тепловозов. Согласно контракту тепловозы должны быть оптимизированы для климатических условий и систем безопасности Норвегии, первая поставка планировалась на февраль 1995 года. Фактически же первый тепловоз поступил в Норвегию в марте 1996 года.
Как оказалось, тепловоз не соответствовал спецификациям, согласованным в контракте. Расход топлива был выше, чем оговорено, тележки тепловоза были недостаточно прочны для его веса, бортовой компьютер, имевшийся на тепловозе, был неработоспособен при низких температурах. Первые пять поставленных тепловозов были возвращены в Киль для доработок. В 1997 году тепловозы стали эксплуатироваться в Норвегии, водили грузовые поезда. В середине 1997 года тепловоза тепловоз с бортовым номером 664 был повреждён пожаром, вызванным неправильной установкой выхлопной трубы.
Низкая надёжность тепловоза и несговорчивость Siemens в плане доработки тепловозов привела к тому, что в 1998 году Norwegian State Railways подала судебный иск. Однако 5 мая 1999 года стороны объявили о том, что пришли к досудебному урегулированию вопроса. По этому соглашению тепловозы вернули на завод, а Siemens вернул сумму, уплаченную ранее по контракту.
После возвращения в Германию тепловозы подверглись некоторой переделке с тем чтобы соответствовать стандартам железных дорог Германии, а затем поступили в лизинговую компанию Dispolok, являющуюся одной из дочерних фирм концерна Siemens. Тепловозы арендовались позднее норвежской фирмой «Cargolink», люксембургской «Chemins de fer luxembourgeois» и рядом немецких компаний. В ноябре 2003 года были проданы лизинговой компании «Vossloh», где получили обозначение DE 2700.